# Sycorax usambaricus
Sycorax usambaricus är en tvåvingeart som beskrevs av Wagner och Andersen 2007. Sycorax usambaricus ingår i släktet Sycorax och familjen fjärilsmyggor.
Artens utbredningsområde är Tanzania. Inga underarter finns listade i Catalogue of Life.